# Parfait Silence
Die polnische Freimaurerloge  Parfait Silence  (auch: Doskonałego Milczenia na wschodzie Warszawy) wurde 1776 von dem Warschauer Kaufmann Jan Mioche in Warschau, Polen-Litauen gegründet. 
1778 wurde die Loge vom Grand Orient de France anerkannt und 1781 zur Mutterloge erhoben. Sie war französischsprachig. Die Loge versuchte vergebens, die Vereinigung der polnischen Logen aufzuhalten. Nach der Gründung des Grand Orient du Royaume de Pologne et du Grand Duché de Lithuanie vereinigte sie sich 1786 mit der Loge Das Nordschild.